# Diego Gregorio Cadello
Diego Gregorio Cadello (Cagliari, 1º de março de 1735 - Cagliari, 5 de julho de 1807) foi um cardeal italiano.

## Biografia
Nasceu em Cagliari em 1º de março de 1735,. Segundo filho de Francesco Ignazio Cadello (1682-1763), juiz civil da Corte Real (1743) e regente do Conselho Supremo da Sardenha até 1760, e de sua terceira esposa, Angela Maria Cadello-Cugia (1701-177?), sua prima, irmã do primeiro marquês de San Sperate. Batizado em 12 de março de 1735. Pertenceu à casa dos marqueses de San Sperato. Sobrinho materno de Salvatore Angelo Cadello (1695-1764), bispo de Ampurias (1741-1764).
Estudou na Universidade de Cagliari e obteve o doutorado in utroque iure , direito canônico e civil, em 12 de agosto de 1761.
Coadjutor do canonato de Villacidro, em 15 de maio de 1754. Recebeu o subdiaconato em 18 de setembro de 1756; e o diaconato, 24 de setembro de 1757.
Ordenado em 20 de maio de 1758. Em Cagliari, cânone de seu capítulo da catedral, 1764; mais tarde, eleito seu reitor em 1788; vigário geral, 1781-1797; vigário capitular de agosto de 1797. Prebendário de Serramanna, Villacidro, Nuraminis e Vallermosa (como tal era chamado de "Canonico di Serramanna" ou "Canonico di Villacidro"), 1764 a 1768, quando a prebenda passou para o território da diocese de Ales .
Eleito arcebispo de Cagliari, em 29 de janeiro de 1798; ele havia sido apresentado pelo rei da Sardenha em 10 de janeiro de 1798; recebeu o pálio no mesmo dia de sua eleição; a sé de Cagliari disputou com a de Sassari o título de primaz da Córsega e da Sardenha. Consagrado, 27 de maio de 1798, catedral de Iglesias, por Giuseppe Domenico Porqueddu, bispo de Iglesias (desconhecem-se os nomes dos co-sagrantes); fez a entrada solene em sua arquidiocese no dia 2 de junho seguinte. Cavaleiro de Justiça da Ordem dos Ss. Maurizio e Lazzaro; mais tarde cavaleiro da grã-cruz. Era um pároco muito atento aos problemas sociais e interessado na sorte dos habitantes de Carloforte, escravizados em massapelos piratas tunisinos na noite de 2 para 3 de setembro de 1798; ele publicou "Lettera Pastorale per rendimento di grazie per la liberazione dei carolini dalla schiavitù" em 17 de junho de 1799.
Criado cardeal sacerdote no consistório de 17 de janeiro de 1803; recebeu o barrete vermelho, por breve papal datado de 29 de janeiro seguinte, do vice-rei da Sardenha em 17 de março; nunca recebeu o chapéu vermelho e o título. Ele fez uma visita pastoral geral da arquidiocese em 1805.
Morreu em Cagliari em 5 de julho de 1807. Exposto e enterrado na catedral metropolitana de Cagliari; ele deixou todos os seus bens para o seminário.